# Das Wunder der Heliane
Das Wunder der Heliane is een opera van Erich Wolfgang Korngold in drie bedrijven naar een libretto van Hans Müller-Einigen gebaseerd op een blijspel van Hans Kaltneker. De opera is voor het eerst opgevoerd op 7 oktober 1927 in Hamburg.

## Geschiedenis
Na de première in Hamburg werd de opera drie weken later in Wenen uitgevoerd, met Lotte Lehmann in de hoofdrol en Jan Kiepura als de vreemdeling. Korngold had de rol van Heliane willen laten zingen door Maria Jeritza, maar Jeritza zegde af (mogelijk omdat de rol wellicht te zwaar voor haar was), zodat Lotte Lehmann de eer te beurt viel.
Het is een hevig symbolisch verhaal, helemaal in de geest van de tijd, dat door Korngold in decadente en zwelgende muziek gevangen werd.

## Verhaal
In de opera zijn alle personages op een na naamloos en het draait om een vrouw die door het vinden van ware liefde respectievelijk toverkracht breekt of toverkracht krijgt. Heliane raakt gefascineerd door De Vreemdeling, die door haar man De Heerser ter dood veroordeeld is, omdat hij vrolijkheid onder diens volk heeft gebracht. Als laatste wens gunt Heliane hem een blik op haar naakte lichaam en raakt daardoor dusdanig gecompromitteerd, dat ze zich voor De blinde Opperrechter moet verantwoorden.
In de perikelen van het onderzoek steekt De Vreemdeling zichzelf neer. Als Heliane werkelijk onschuldig is aan overspel zal zij krachten vinden om De Vreemdeling tot leven te wekken luidt het vonnis. Dat lukt, maar de jaloerse Heerser steekt na het wonder zijn vrouw neer waarna zij samen met De Vreemdeling ten hemel vaart. De echte liefde heeft overwonnen.

## Opname
- Nicolai Gedda, Andreas Scholz, Anna Tomowa-Sintow, Gotthold Schwarz, Hartmut Welker, John de Haan, et al. Conductor: John Mauceri, Berlin Radio Symphony Orchestra. 3x CD, DDD, Decca, onderdeel van de Entartete Musik serie.